# هلویس قبرس
هلویس قبرس (انگلیسی: Helvis of Cyprus) دختر آیمری، پادشاه قبرس و همسرش اشیوا ابلین بود. وی دوبار ازدواج کرد؛ نخست با اود د دامپیر ازدواج کرد که از وی صاحب یک پسر به نام ریچارد شد. پس از مرگ اود با ریموند روبن، مدعی شاهزاده‌نشین انطاکیه و پادشاهی ارمنی کیلیکیه ازدواج کرد که از وی صاحب دو دختر به نام ماریا و اشیوا شد.